# Guatemalica marginicollis
Guatemalica marginicollis är en skalbaggsart som beskrevs av Hermann Burmeister 1842. Guatemalica marginicollis ingår i släktet Guatemalica och familjen Cetoniidae. Inga underarter finns listade i Catalogue of Life.